# Peter Candid
Peter de Witte, v Itálii známý jako Pietro Candido a v Bavorsku jako Peter Candid (asi 1548, Bruggy – 1628, Mnichov) byl vlámský manýristický malíř, návrhář tapisérií a kreslíř působící v Itálii a Bavorsku. Byl umělcem na medicejském dvoře ve Florencii a na bavorském dvoře vévody Viléma V. a jeho nástupce Maxmiliána I. v Mnichově.

## Život a dílo
Narodil se v Bruggách a se svými rodiči se přestěhoval do Florencie ve věku deseti let. Jeho otec Elias byl tkalcem gobelínů a pracoval v nově otevřené tkalcovské dílně Medicejů, Arazzeria Medicea, kterou vedl vlámský mistr Jan Rost. Původní vlámské příjmení bylo 'de Witte'. Slovo „witte“ znamená ve vlámštině „bílý“, a proto rodina v Itálii přijala italské příjmení „Candido“, slovo, které v italštině také znamená „bílý“. Po přestěhování do Německa pak své italské příjmení změnil na Candid.
V Itálii se na začátku roku 1560 učil u neznámého mistra  Nejstarší informace o jeho umělecké práci je záznam o platbě za fresku vytvořenou ve Florencii v roce 1569. Nejprve je zmiňován jako člen Akademie výtvarných umění (Accademia delle Arti del Disegno) v roce 1576. Byla to prestižní akademie ve Florencii. Mezi jejími členy byli Michelangelo Buonarroti, Lazzaro Donati, Agnolo Bronzino, Benvenuto Cellini a další.

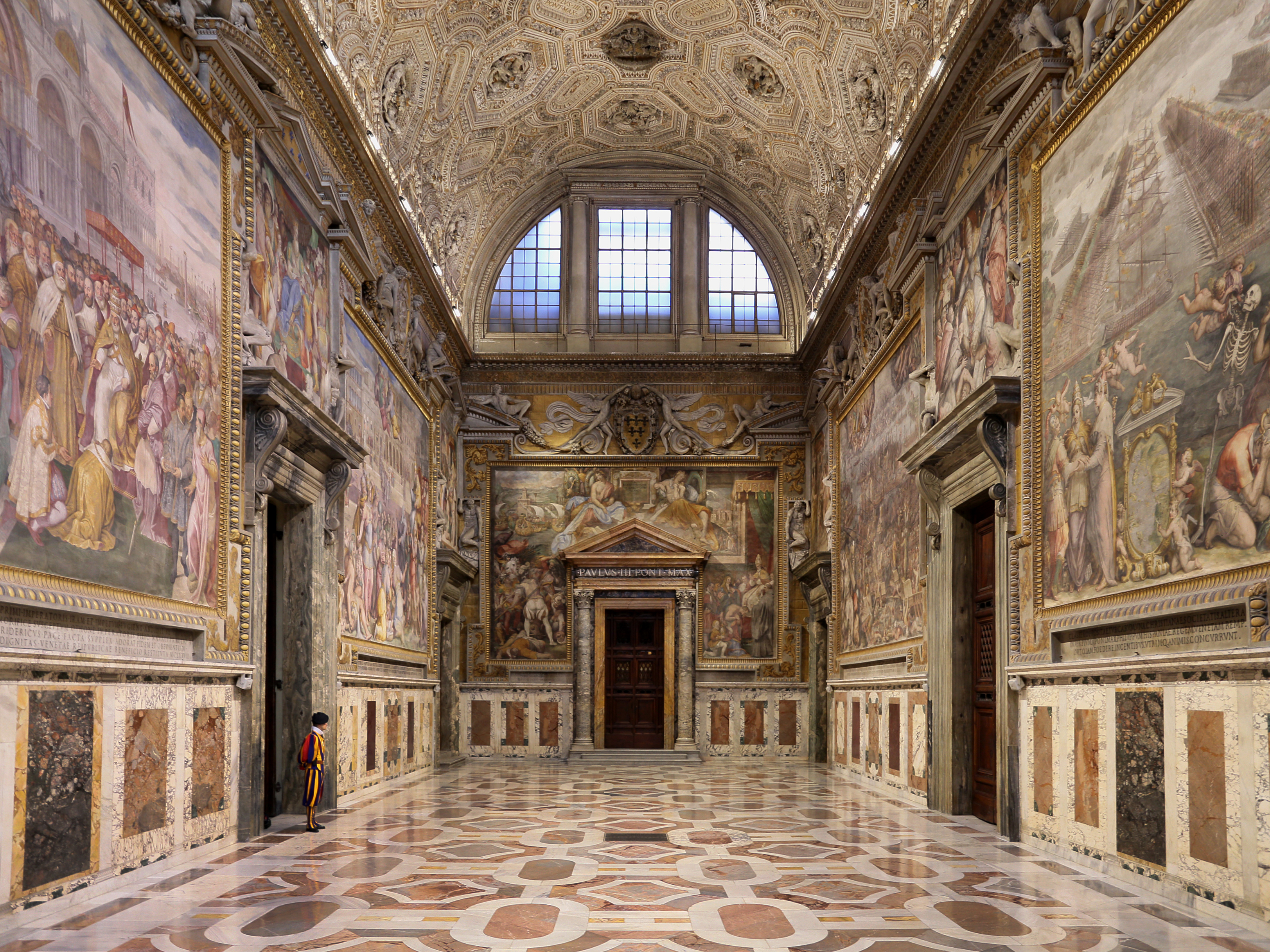
Sala Regia, Vatikán

V roce 1578 vytvořil sérii tří oltářních obrazů pro kostely ve městě Volterra, včetně Klanění pastýřů (1580) a Nářku nad mrtvým Kristem (1585-86, Pinacoteca Civica). [6] Vlámský životopisec ze 16. století, Karel van Mander, který znal Candida ze své návštěvy Itálie, napsal, že Candid pracoval s Giorgiem Vasari na Sala Regia (královský sál) ve Vatikánu a také na kupoli katedrály ve Florencii.. Po ukončení práce v Římě na Sala Regia v letech 1582 a 1583, se vrátil do Florencie.
Na doporučení sochaře Giambologny, dalšího vlámského umělce pracujícího v Itálii, s nímž byl Candid úzce spojen, byl v roce 1586 povolán k vévodskému dvoru v Mnichově. Byl prvním dvorním malířem vévody Viléma V Bavorského, mimo jiné i pro jeho kabinet kuriozit.

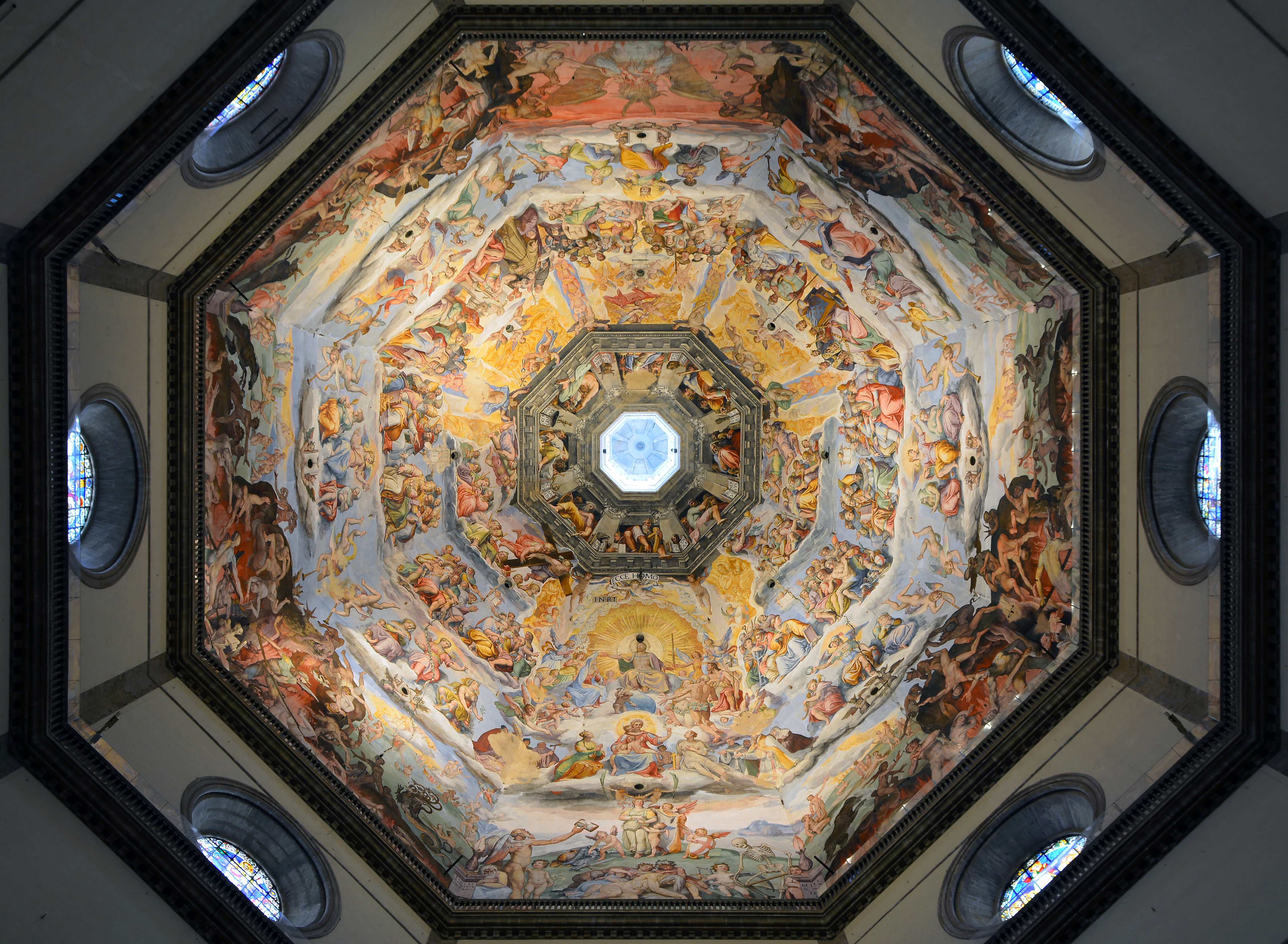
Kupole katedrály ve Florencii

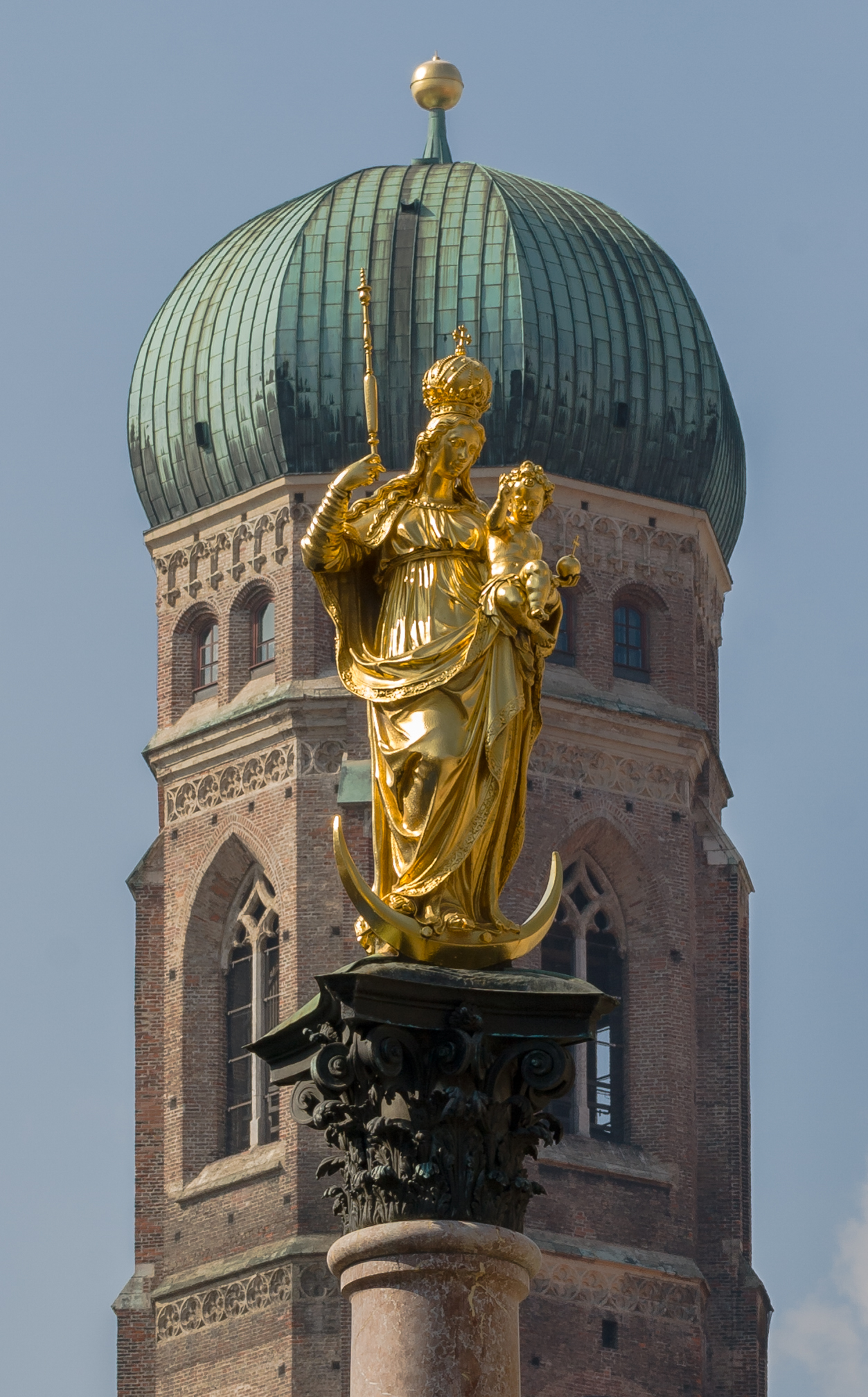
Madonna na Mariánském sloupu v Mnichově

V Bavorsku žili až do konce svého života. Vytvořil tam také díla pro kostely v jiných bavorských městech. V letech 1611 až 1619 vznikly jeho malby několika sálů mnichovské rezidence pro Vilémova nástupce Maximiliána I. Do mnichovského období také spadají návrhy tapisérií pro manufakturu na koberce, která byla v Mnichově založena roku 1604. Jeho kresby vyryli do mědi G. Amling a J.A. Zimmermann. V univerzitní knihovně v Salcburku se nacházejí jím podepsané listy (P. Cand. pinxit). Mezi jiným navrhl také dva portály a Madonnu na přední straně rezidence Mnichov, kašnu se sochou Otto von Wittelsbach na předním nádvoří rezidence, náhrobek (kenota)) císaře Ludwiga ve Frauenkirche a Madonu na mariánském sloupu v Mnichově.Také namaloval četné nástěnné a nástropní obrazy ve starém paláci Schleißheim a řadu dalších obrazů pro kostely v Mnichově, Freisingu, Augsburgu a na jiných místech.Z nichž je považován za nejdůležitější obraz Nanebevzetí Marie v kostele Frauenkirche v Mnichově.
V Mnichově-Giesingu je podle něj pojmenována část středního okruhu –  Candidstraße, Candidbrücke a Candidtunnel. Také náměstí Candidplatz se stejnojmennou stanicí metra. Jeho busta se nachází v síni slávy (Ruhmeshalle) v Mnichově